# Leucaena lempirana
Leucaena lempirana är en ärtväxtart som beskrevs av C.E.Hughes. Leucaena lempirana ingår i släktet Leucaena och familjen ärtväxter. IUCN kategoriserar arten globalt som sårbar. Inga underarter finns listade i Catalogue of Life.